# Real Software
Real Software was een Belgisch beursgenoteerd softwarebedrijf uit Antwerpen.

## Geschiedenis
Real Software werd opgericht in 1986 door Rudy Hageman en Leo Meuris. Het bedrijf won de eerste prijsuitreiking van Onderneming van het Jaar in 1995. Het was jarenlang een groeibedrijf op Euronext Brussel, maar de beurskoers kelderde bij het uiteenspatten van de internetzeepbel eind jaren 90. In 1999 nog realiseerde het bedrijf de overname van het Amerikaanse softwarebedrijf TAVA Technologies. Dit bedrijf bleek later een lege doos en de overname deed Real Software de das om en was in 2001 meteen het einde van de hegemonie van Rudy Hageman. Leo Meuris was al uit het bedrijf gestapt vlak voor de beursgang op Euronext in 1997. In 2004 verwierf The Gores Group de meerderheid van de aandelen. In 2008 fuseerden Real Software en Dolmen tot RealDolmen.